# Thaumastocoridae
Thaumastocoridae vormen een familie van wantsen. 

## Taxonomie
De familie omvat drie onderfamilies:

- Thaicorinae Kormilev, 1969
- Thaumastocorinae Kirkaldy, 1908
- Xylastodorinae Barber, 1920